# Браун Блэкуэлл, Антуанетта
Антуанетта Луиза Браун Блэкуэлл (англ. Antoinette Louisa Brown Blackwell; 20 мая 1825[…], Генриетта, Нью-Йорк — 5 ноября 1921[…], Элизабет, Нью-Джерси) — американский общественный и религиозный деятель. Первая женщина, ставшая протестантским священнослужителем. Активистка движения за права женщин и аболиционистка.

## Биография
Антуанетта Луиза родилась в 1825 году в семье Джозефа Брауна и Эбби Морс. Она была младшей из семи детей. В возрасте девяти лет Антуанетта была принята в местной отделение Конгрегационной церкви. После этого она начала читать проповеди в церкви. В 16-летнем возрасте она начала преподавать в школе.
В 1846 году Браун поступила в Оберлинский колледж. В свободное время она изучала иврит и греческий язык. В 1847 году она окончила литературное образование. В 1850 году окончила курс теологии. Сотрудники университета были против женщин в теологии, но позволили ей посещать занятия. Тем не менее, Браун не получила официального документа об окончании обучения.
С 1853 года Браун была священником в конгрегационалистской церкви в штате Нью-Йорк. Таким образом, она стала первой женщиной-священнослужителем в стране. В 1856 году она вышла замуж за аболициониста Сэмюэла Чарлза Блэкуэлла, брата Элизабет Блэкуэлл. В браке родились семеро детей.
Браун Блэкуэлл выступала в поддержку прав женщин и аболиционизма. Она писала статьи для журнала суфражистской тематики Woman’s Journal. В дальнейшем была священнослужителем в униатской церкви. Опубликовала восемь книг.
В 1920 была принята девятнадцатая поправка к Конституции США, закрепившая женское избирательное право. Браун Блэкуэлл на тот момент было 95 лет. Она проголосовала за Уоррена Гардинга.
Антуанетта Браун Блэкуэлл скончалась в 1921 году на 97-м году жизни. В 1993 году она была внесена в Национальный зал славы женщин.